# Il figliuol prodigo (film 1955)
Il figliuol prodigo (The Prodigal) è un film del 1955 diretto da Richard Thorpe.

## Trama
Micah, un giovane ebreo di Ioppe, viene sedotto e irretito da Samarra, sacerdotessa di Astarte, che lo induce a dilapidare le proprie ricchezze per lei. Seguitala a Damasco, Micah si riduce in miseria e, indebitatosi, viene venduto come schiavo, ma convince gli altri schiavi e il popolo a ribellarsi e a distruggere il culto di Astarte, i cui sacerdoti avevano ridotto la gente alla fame. Dopo aver assistito alla fine di Samarra, che affronta il popolo e viene lapidata, Micah fa ritorno alla casa paterna.

## Produzione
Prodotto dalla Metro-Goldwyn-Mayer (MGM) grazie a Charles Schnee.
Segna l'esordio dell'attrice e ballerina Taina Elg.

## Distribuzione

### Data di uscita
Il film venne distribuito in varie nazioni, fra cui:
- Stati Uniti d'America, The Prodigal 6 maggio 1955
- Giappone 14 settembre 1955
- Germania Ovest, Tempel der Versuchung 25 dicembre 1955
- Svezia, Den förlorade 26 dicembre 1955
- Francia 28 dicembre 1955
- Finlandia, Tuhlaajapoika 30 dicembre 1955
- Austria, Der verlorene Sohn 1956
- Belgio 16 marzo 1956
- Turchia gennaio 1957
- Danimarca, Skøgen fra Damaskus 21 settembre 1959

## Critica
(Segnalazioni cinematografiche, vol. 39, 1956)